# Les Aventures d'un dentiste
Pour plus de détails, voir Fiche technique et Distribution.
Les Aventures d'un dentiste (Похождения зубного врача, Pokhozhdeniya zubnogo vracha) est un film soviétique réalisé par Elem Klimov, sorti en 1965,.

## Synopsis
Serguei Tchesnokov, jeune dentiste fraîchement diplômé et affecté dans une ville de province, est obligé faire face à la jalousie d'une collègue Ludmila Lastochkina. Il finit par démissionner pour se consacrer à l'enseignement dans un collège de médecine, mais son ancienne ennemie Lastochkina ne le laisse pas tranquille pour autant.

## Distribution
- Andreï Miagkov : Serguei Tchesnokov
- Vera Vassilieva : Ludmila Lastochkina
- Alissa Freindlich : Macha
- Leonid Diatchkov : fiancé de Macha
- Panteleymon Krymov : père de Macha
- Olga Gobzeva : Tonia
- Igor Kvacha : Merejkovski
- Valentin Nikouline : patient
- Andrey Petrov : chef de Tchesnokov
- evgeny Perov : Jacob Roubahine
- Elizaveta Nikishchikhina : étudiante
- Liubov Korneva : Karpova, étudiante

## Fiche technique
- Titre : Les Aventures d'un dentiste
- Réalisation : Elem Klimov
- Scénario : Alexandre Volodine
- Photographie : Samuil Rubachkin
- Musique : Alfred Schnittke
- Décors : Boris Blank, Vladimir Kamski
- Montage : Valeriia Belova
- Format : noir et blanc - mono - 35 mm
- Production : Mosfilm
- Pays : URSS
- Genre : comédie
- Durée : 82 minutes
- Sortie = 1965